# Irwin (Iowa)
Irwin és una població dels Estats Units a l'estat d'Iowa. Segons el cens del 2000 tenia 372 habitants.

## Demografia
Segons el cens del 2000, Irwin tenia 372 habitants, 168 habitatges, i 110 famílies. La densitat de població era de 239,4 habitants/km².
Dels 168 habitatges en un 25% hi vivien nens de menys de 18 anys, en un 57,7% hi vivien parelles casades, en un 6% dones solteres, i en un 34,5% no eren unitats familiars. En el 32,1% dels habitatges hi vivien persones soles el 19% de les quals corresponia a persones de 65 anys o més que vivien soles. El nombre mitjà de persones vivint en cada habitatge era de 2,21 i el nombre mitjà de persones que vivien en cada família era de 2,76.
Per edats la població es repartia de la següent manera: un 21,2% tenia menys de 18 anys, un 6,2% entre 18 i 24, un 22,6% entre 25 i 44, un 24,2% de 45 a 60 i un 25,8% 65 anys o més.
L'edat mediana era de 45 anys. Per cada 100 dones de 18 o més anys hi havia 91,5 homes.
La renda mediana per habitatge era de 30.417 $ i la renda mediana per família de 40.000 $. Els homes tenien una renda mediana de 28.000 $ mentre que les dones 18.393 $. La renda per capita de la població era de 15.429 $. Entorn del 7,4% de les famílies i el 9,8% de la població estaven per davall del llindar de pobresa.

## Poblacions més properes
El següent diagrama mostra les poblacions més properes.